# ANXA2
ANXA2 (англ. Annexin A2) – білок, який кодується однойменним геном, розташованим у людей на короткому плечі 15-ї хромосоми. Довжина поліпептидного ланцюга білка становить 339 амінокислот, а молекулярна маса — 38 604.
| 10         |  | 20         |  | 30         |  | 40         |  | 50         |
| ---------- |  | ---------- |  | ---------- |  | ---------- |  | ---------- |
| MSTVHEILCK |  | LSLEGDHSTP |  | PSAYGSVKAY |  | TNFDAERDAL |  | NIETAIKTKG |
| VDEVTIVNIL |  | TNRSNAQRQD |  | IAFAYQRRTK |  | KELASALKSA |  | LSGHLETVIL |
| GLLKTPAQYD |  | ASELKASMKG |  | LGTDEDSLIE |  | IICSRTNQEL |  | QEINRVYKEM |
| YKTDLEKDII |  | SDTSGDFRKL |  | MVALAKGRRA |  | EDGSVIDYEL |  | IDQDARDLYD |
| AGVKRKGTDV |  | PKWISIMTER |  | SVPHLQKVFD |  | RYKSYSPYDM |  | LESIRKEVKG |
| DLENAFLNLV |  | QCIQNKPLYF |  | ADRLYDSMKG |  | KGTRDKVLIR |  | IMVSRSEVDM |
| LKIRSEFKRK |  | YGKSLYYYIQ |  | QDTKGDYQKA |  | LLYLCGGDD  |  |            |

A: Аланін

C: Цистеїн

D: Аспарагінова кислота

E: Глутамінова кислота

F: Фенілаланін

G: Гліцин

H: Гістидин

I: Ізолейцин

K: Лізин

L: Лейцин

M: Метіонін

N: Аспарагін

P: Пролін

Q: Глутамін

R: Аргінін

S: Серин

T: Треонін

V: Валін

W: Триптофан

Кодований геном білок за функцією належить до фосфопротеїнів. 
Задіяний у таких біологічних процесах, як ацетилювання, альтернативний сплайсинг. 
Білок має сайт для зв'язування з іоном кальцію, РНК, іонами кальцію та фосфоліпідами. 
Локалізований у позаклітинному матриксі, базальній мембрані.
Також секретований назовні.